# Samuj
Samuj (en azerí: Samux) es una localidad de Azerbaiyán, capital del raión de Samuj.
Se encuentra a una altitud de 247 m sobre el nivel del mar. 

## Demografía
Según estimación 2010 contaba con 6132 habitantes.